# Bubáci a hastrmani
Bubáci a hastrmani je český animovaný televizní seriál z roku 1999 vysílaný v rámci Večerníčku. Druhá série byla natočena v roce 2005. Autorem předlohy byl malíř a spisovatel Josef Lada, jeho vyprávění do scénáře rozpracovaly Marie Kšajtová a Eva Povondrová. Podle Josefa Lady výtvarně zpracovali Pavel Kubant, Kateřiná Lánská a Jana Hlaváčková. Režii vedl Pavel Kubant. Kameramanem byl Milan Rychecký. Pohádky namluvil Josef Somr. Bylo natočeno celkem 26 dílů po 8 minutách.
Seriál pro Českou televizi vyrobilo studio ANIFILM ploškovou technikou.

## Děj
První řada vypráví příhody strašidelného učedníka Bubáčka a jeho kamaráda, hastrmanského kluka Pulce.
Druhá řada vypráví, že když byli strašidelní kluci Bubáček a Pulec ještě malí, přišly tak třeskuté zimy, až mrazem na střechách praskaly šindele. Tehdy se scházeli syslovští sousedé večer co večer ve mlýně a vyprávěli si pohádky, aby jim ta dlouhá zima pěkně utekla. Jak už všichni vědí, ve vesničce Syslově žijí pospolu lidé, strašidla a také jejich děti. A právě děti jsou nejvděčnějšími posluchači a chtějí vyprávět každý večer jednu pohádku.

## Seznam dílů

### První řada
1. Začíná pohádka o strašidlech
2. Mulisákův Bubáček
3. Letecké dobrodružství
4. Večerní povídačky
5. Bouřka ve škole
6. Zloději v Syslově
7. Pulcova krasojízda
8. Pulec učedníkem
9. Bubáčkovo strašení
10. Zakázaná cesta
11. Pulcova živnost
12. Bubáčkův návrat
13. Jak to všechno dopadlo

### Druhá řada
1. O neposlušných kozlátkách
2. O červené karkulce
3. Sedm krejčích a jedna moucha
4. Budulínek Mandelinka
5. O hodném slonu a zlomyslém krejčíkovi
6. O koníku Ferdovi
7. Vašíkova cesta do Betléma
8. Honza v pekle
9. O zázračném jablíčku
10. Perníkový dědek
11. O líném Honzovi
12. Masopust
13. Jak šlo vejce na vandr